# Radotínské skály
Radotínské skály jsou přírodní památka na území hlavního města Prahy, chráněna od roku 1988. Důvodem ochrany je odkrytý geologický profil prvohorními usazeninami od nejvyššího ordoviku (kosovské souvrství), přes spodní silur, hranici silur-devon, hranici stupňů lochkov a prag a celým pražským souvrství, na výchozech společenstva skalní stepi, s několika nalezišti zkamenělin.

## Lokalita

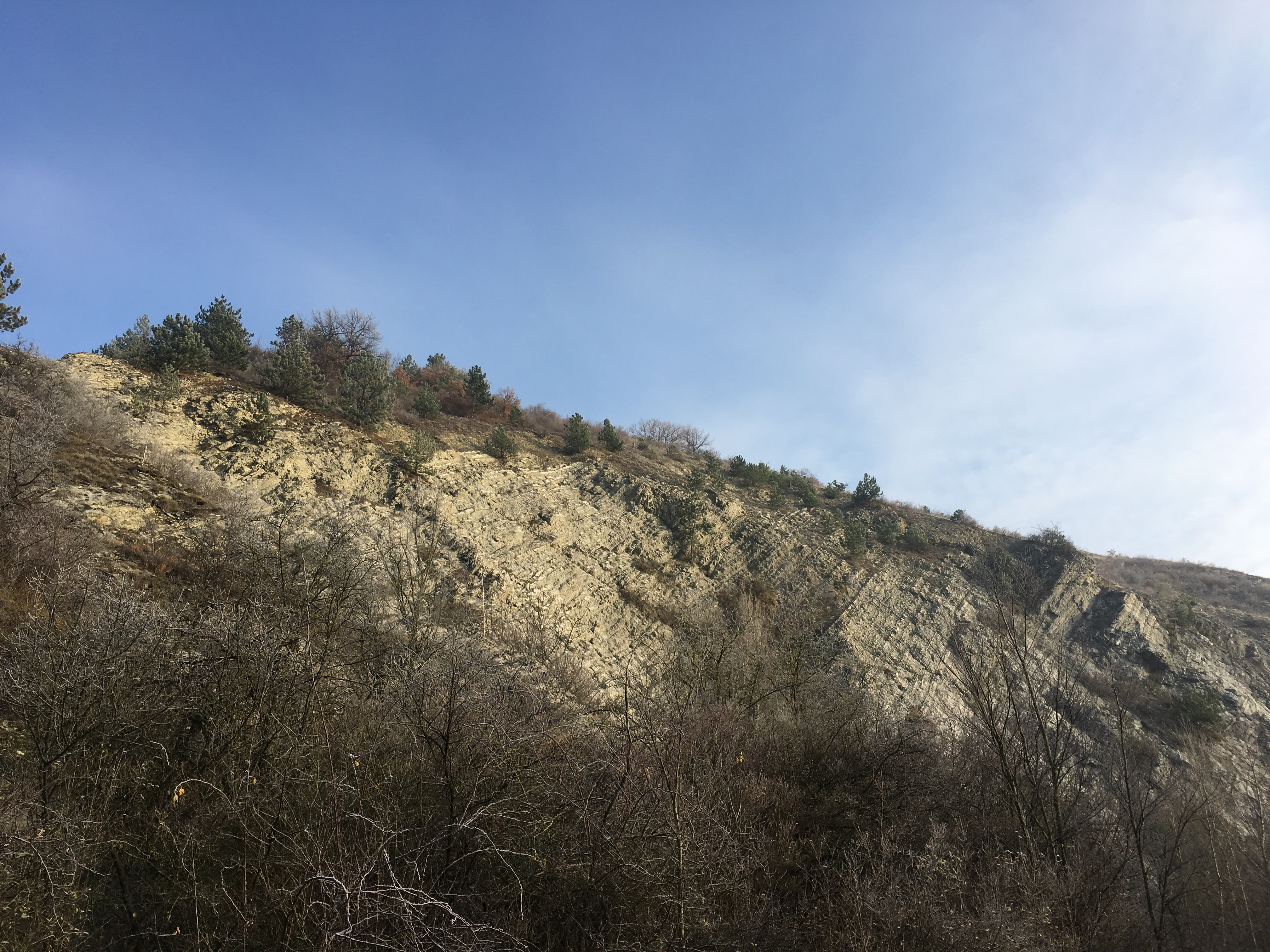
Radotínské skály

Radotínské skály leží na severozápadním okraji Radotína, na levém hluboce zaříznutém svahu Radotínského údolí v Přírodním parku Radotínsko – Chuchelský háj. Skály se vzdouvají za okrajem zástavby Radotína mezi Lochkovskou cementárnou a Strážovskou ulicí na území Prahy 16, až po údolí Berounky, v nadmořské výšce 215–331 metrů. 
Tvoří je tři oddělené části v povodí Radotínského potoka s několika opuštěnými lomy. Nejjižnější část se rozkládá u zemědělského učiliště mezi ulicemi V Edenu a K cementárně. Na západ od ní se nalézá druhá část, která zaujímá část bývalého lomu na bazalt a je součástí tzv. Malého háje. Největší část se rozkládá nad Lochkovskou cementárnou a tvoří ji strmá stěna, známá jako Šikmá skála. Je pokrytá vrstvou spadu z cementárny, a proto se na ní objevuje nejméně druhů. Horní plošina je oddělena od svahů keřovým lemem.
Katastrálně spadá tato přírodní památka pod Radotín, Lochkov – Praha 5. Celková rozloha činí 28,3 ha.

## Historie
Radotínské skály jsou významnou geologickou lokalitou, vyhlášenou 1.9.1988 národním výborem hlavního města Prahy. V kategorii IUCN je označena jako III – přírodní památka.Díky opuštěným lomům a skalnatým výchozům tvoří téměř souvislý geologický profil, který dokumentuje vývoj pražské prvohorní pánve ve spodním devonu, siluru a nejvyšším ordoviku a také vývoj života v nich.
Hospodaření v lesních porostech podpořilo výmladkové dřeviny na úkor buku, což vedlo k nárůstu druhové diverzity. K tomu také přispělo udržování bezlesí pastvou ovcí a koz. Díky odlesnění se zde také začalo dařit exotermním druhům.
Počátkem 90. let 20. století došlo k odprášení spadu z vedlejší cementárny a druhové bohatství se začalo výrazně obnovovat.

## Přírodní poměry

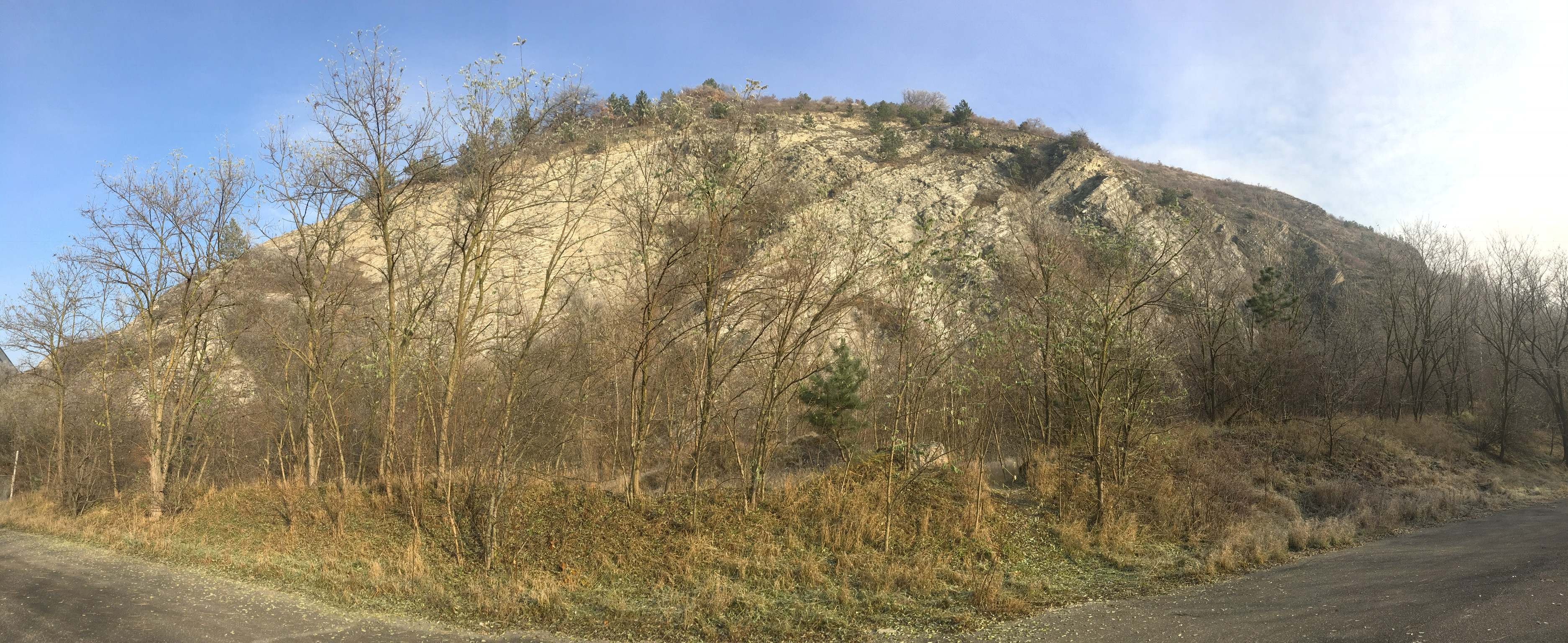
Panorama radotínských skal

### Geologie
Na jihovýchodním okraji památky je profil ohraničen břidlicemi králodvorského souvrství, křemenci a břidlicemi kosovského souvrství, které charakterizují svrchní ordovik. Dále pokračuje většinou černými graptolitovými břidlicemi litohlavského a motolského souvrství, charakteristickými pro silur. K severozápadu je profil tvořen většinou břidlicemi a vápenci několika souvrství (kopaninského, požárského, lochkovského a pražského). Jedná se o jeden z nejlepších profilů hraničními vrstvami mezi silurem a devonem v Čechách. Nejvíce zde dominují různá vývojová stádia rendzin. Nachází se zde několik typických nalezišť zkamenělin, především ramenonožců, mlžů, gastropodů, hlavonožců, trilobitů a graptolitů.

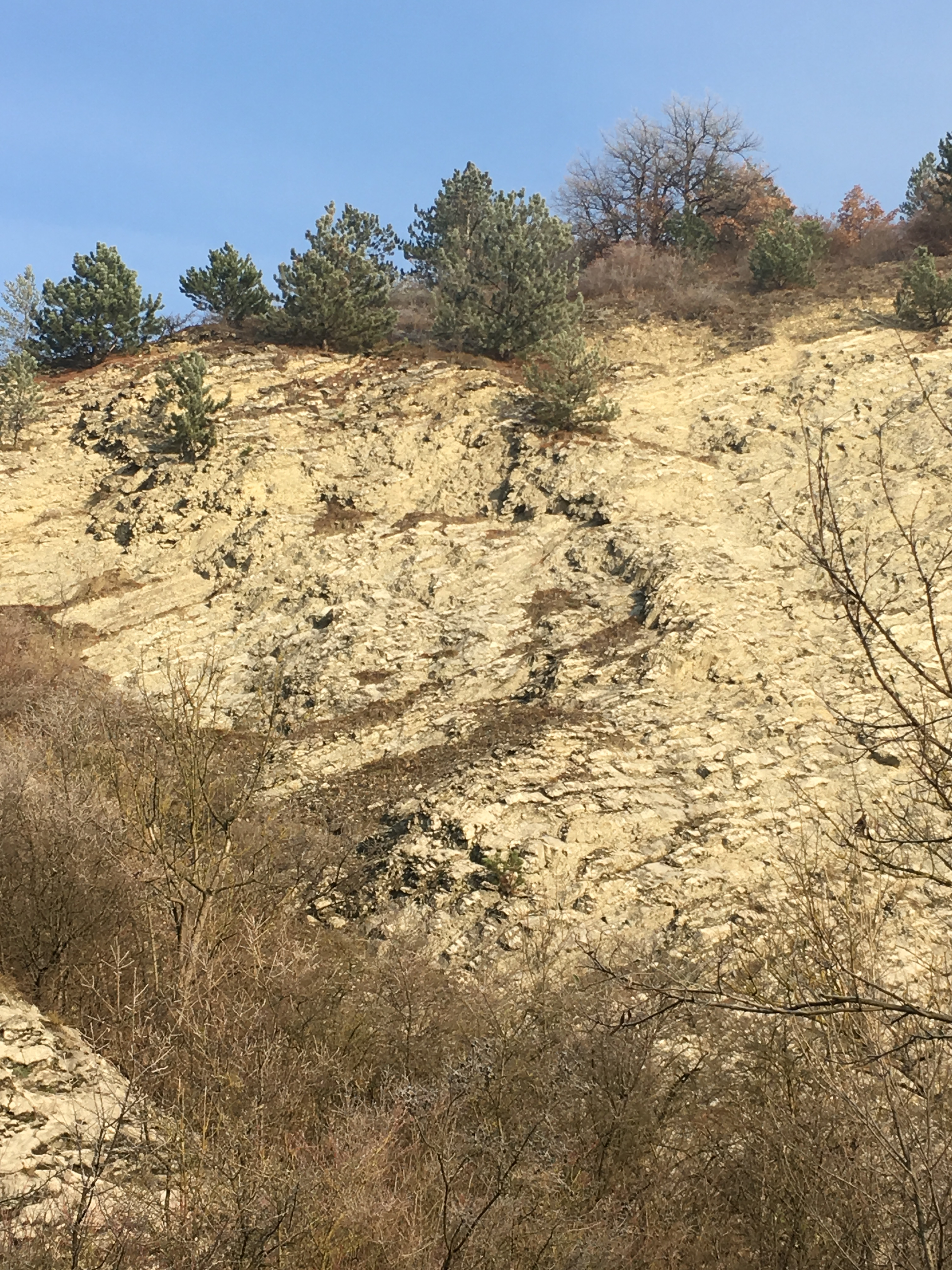
Povrch skal

### Hydrologie
Radotínské skály se rozprostírají nad Radotínským potokem s délkou toku 22,6 km. Jedná se o levostranný přítok Berounky, do které se vlévá v samotném Radotíně.

### Fauna
V souvislosti se zlepšením výrobních parametrů zdejší cementárny zde v současnosti nalézáme cenná společenstva teplomilných bezobratlých. Z hlediska ochrany je nejcennější část chráněného území na vápencích, kde nachází stanoviště mnoho stepních a lesostepních druhů. 
Ze střevlíkovitých brouků zde nalezneme například Harpalus caspius roubali, H.honestus, Ophonus rufibarbis, Microlestes maurus a M. minutulus. V dolní části skal se vyskytuje svižník (Cicindela campestris). Z fytofágních brouků se zde vystytují mandelinkovití (Coptocephala rubicunda), nosatcovití (Apion penetrans) i bezkřídlí (Otiorhynchus velutinus). Na stepích žije vzácný vrubounovitý brouk (Sisyphus schaefferi), který si válí kuličku z trusu. K vidění tu je mnoho druhů motýlů, například bělásci a modrásci, nebo také zástupci blanokřídlých, konkrétně vzácné teplomilné včely (Hoplitis rufohirta). Vyskytuje se zde ještě ještěrka obecná (Lacerta agilis) i ještěrka zelená (Lacerta viridis). Z ptáků zde hnízdí například linduška lesní (Anthus trivialis), pěnice, mlynařík dlouhoocasý (Aegithalos caudatus) či strnad obecný (Emberiza citrinella). Ze savců tu lze pozorovat ježka západního (Erinaceus europaeus) a několik druhů netopýrů.

### Flóra
V osmdesátých letech 20. století bylo území velmi negativně ovlivňováno výrobou v Lochkovské cementárně. Zde však došlo k instalaci odlučovačů, takže přestala představovat bezprostřední nebezpečí a přírodní poměry se tak rychle zregenerovaly.
Na tzv. Šikmé skále rostla původně na horních partiích doubrava, což dosvědčují stromy dubu pýřitého (Quercus pubescens). Naopak bezlesé části jsou pokryty společenstvy devaterníčku šedého (Helianthemum canum) a ostřice nízké (Carex humilis), či pěchavy vápnomilné (Sesleria caerulea). Právě tyto společenstva nejvíce trpěla spadem z cementárny, přežívaly jen ty nejodolnější druhy, zde to byla bělozářka liliovitá (Anthericum liliago). Začátkem 90. let 20. století se však společenstva začala obnovovat.
V současnosti tu převažuje výskyt kavylu vláskovitého (Stipa capillata), pcháče bělohlavého (Cirsium eriophorum), ožanky hroznaté (Teucrium botrys), mochny písečné (Potentilla arenaria) nebo vousatky prstnaté (Bothriochloa ischaemum).
Nad skalním ostrohem se rozléhá plošina, na které dochází k druhotné sukcesi na bývalém poli. Za padesát let postoupila do stádia keřového úhoru. Svahy jsou osázeny akátem. V místech s břidlicovou skálou byla popsána z lupenatých hub vzácná mykorhizní čirůvka radotínská a z břichatek vzácná hvězdovka Pouzarova, jako vzácnější stepní houba byla zjištěna žaludice tuhá.

## Ochrana
Největším negativním zásahem do zdejších přírodních poměrů je radotínská cementárna, která svým spadem ohrožuje vegetaci, jelikož se popílek z komínů usazuje na profilu skal. Ta však za poslední desítky let zmodernizovala výrobní postupy, které jsou šetrnější vůči přírodě, využívá alternativní paliva a místa těžby postupně rekultivují, aby došlo k obnovení biodiverzity. 
Nebezpečí také představuje bezprostřední blízkost hlavního města a narůstající počet návštěvníků. Hlavním problémem se ale zdá být zvýšená eroze, která je způsobena jezdci na koních z nedalekých stájí.
Ochrana profilu v Radotínské skále je nezbytná pro zachování možnosti dalších výzkumů biostratigrafie, díky bohatému obsahu fauny a s velkou pravděpodobností se tak stane jedním z nejdůležitějších profilů pro mikrobiostratigrafie. Řada objevených míst je velmi bohatá na zkameněliny, pro studium vymřelých společenstev je tak významným paleontologickým nalezištěm. Nejvýznamnější jsou výchozy litohlavského souvrství, a především pak Antipleurová rokle, s vrstvou společenstva s mlžem Antipleura bohemica, celosvětově známým pro nejstarší vrstvy devonu. 
Dlouhodobým cílem péče udržení, v ideálním případě rozšíření již stávajících skalních stepí a lesostepí. V místech, kde zanikly je žádoucí jejich obnova. V oblastech s lesy by měl být zvyšován podíl přirozených dřevin s pestrou druhovou i věkovou diverzitou. Na území dochází k pravidelnému kosení a redukci dřevin. 

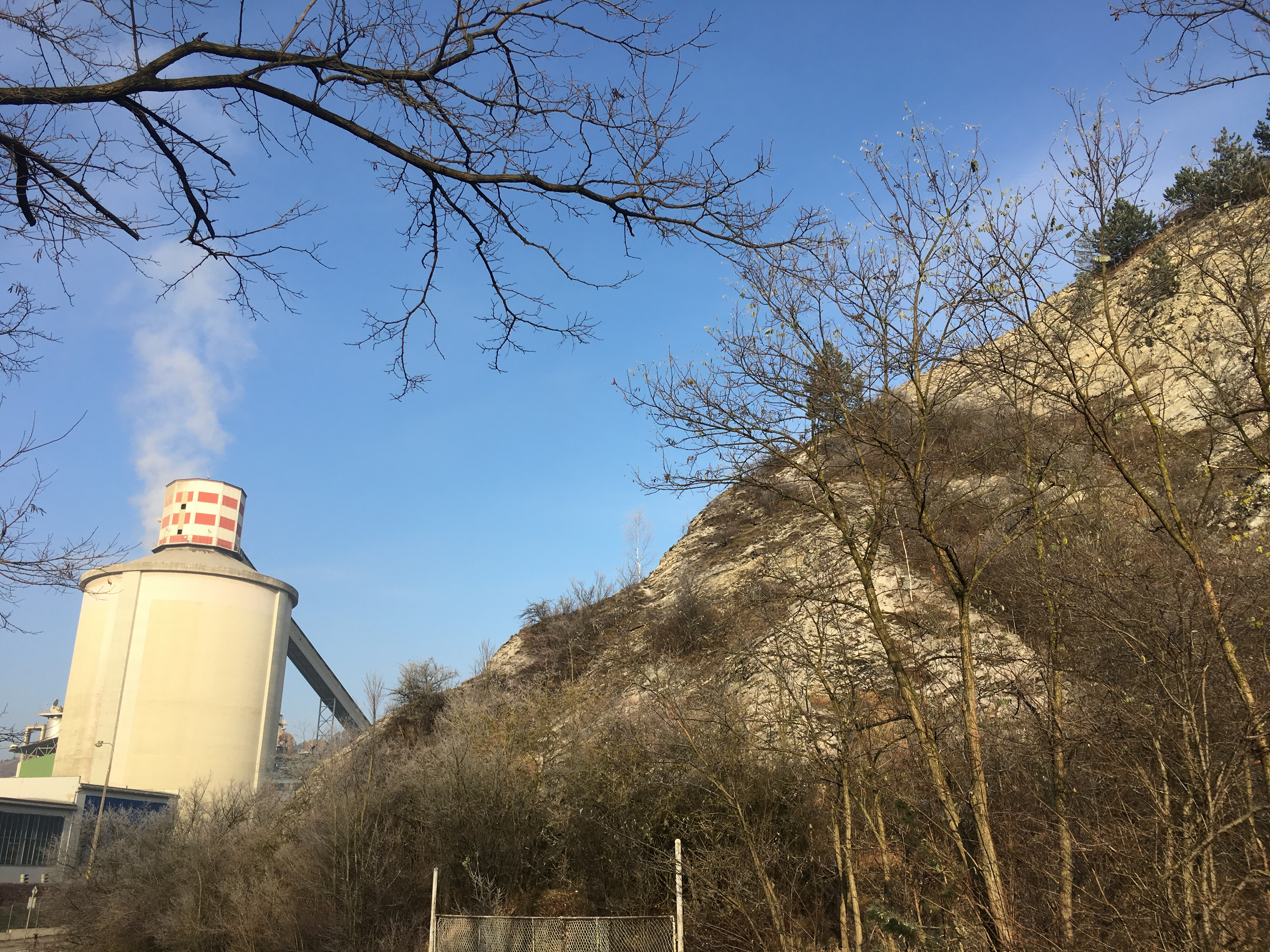
Radotínské skály se sousedící cementárnou

## Turismus
Radotín je díky své lokalitě výborně dostupnou turistickou atrakcí. Centrální zastávkou je Nádraží Radotín s železniční stanicí, která zaznamenala posílení spojů na trase Praha-Hl. nádraží - Praha-Radotín, dostanete se sem však i autobusovými linkami ze Smíchovského nádraží. Celým územím vedou turistické značky, po kterých můžete dojít například na Karlštejn, do Tetína či do Svatého Jana pod Skalou.